# فرناندو ماركوس سانتياغو
فرناندو ماركوس سانتياغو (بالإسبانية: Fernando Marcos Santiago)‏ هو لاعب كرة قدم إسباني في مركز حراسة المرمى، ولد في 4 ديسمبر 1968 في فيلانيتش في إسبانيا. لعب مع ريال مايوركا.